# Fernando Zappia
Fernando Zappia (Buenos Aires, Argentina; 22 de mayo de 1955) es un exfutbolista argentino que se desempeñaba como defensor. Fue el capitán de River el día en que el club volvió a salir campeón luego de 18 años, el 14 de agosto de 1975, en el partido en que vencieran 1 a 0 a Argentinos Juniors. La camiseta que utilizó ese día se encuentra exhibida en el Museo River.

## Clubes
| Club                | País      | Año         |
| ------------------- | --------- | ----------- |
| River Plate         | Argentina | 1975 - 1976 |
| Lanús               | Argentina | 1977        |
| FC Wacker Innsbruck | Austria   | 1978 - 1980 |
| AS Nancy            | Francia   | 1980 - 1983 |
| FC Metz             | Francia   | 1983 - 1987 |
| Lille OSC           | Francia   | 1987 - 1989 |
| AS Nancy            | Francia   | 1989 - 1990 |
| Atlanta             | Argentina | 1990 - 1992 |